# Panna cotta
A panna cotta (jelentése: főzött tejszín) olasz desszert, amihez tejet, tejszínt és cukrot főznek össze, majd elkeverik zselatinnal és jól kihűtik.

## Leírása
A recept eredetileg Piemont régióból származik. Egész Olaszországban elterjedt. Rendszerint gyümölcsökkel, mogyoróval, karamellel, csokoládéval, gyümölcsszósszal tálalva, de magában is. Régebben a zselatint halcsontból nyerték, főzéssel. A cukor sem volt széles körben elérhető, ezért nagyon megdrágult a desszert készítése. A zselatinos krém mai formája később alakult ki, vaníliával, gyümölcsökkel ízesítve, hidegen tálalva.